# Parallele Schnittstelle

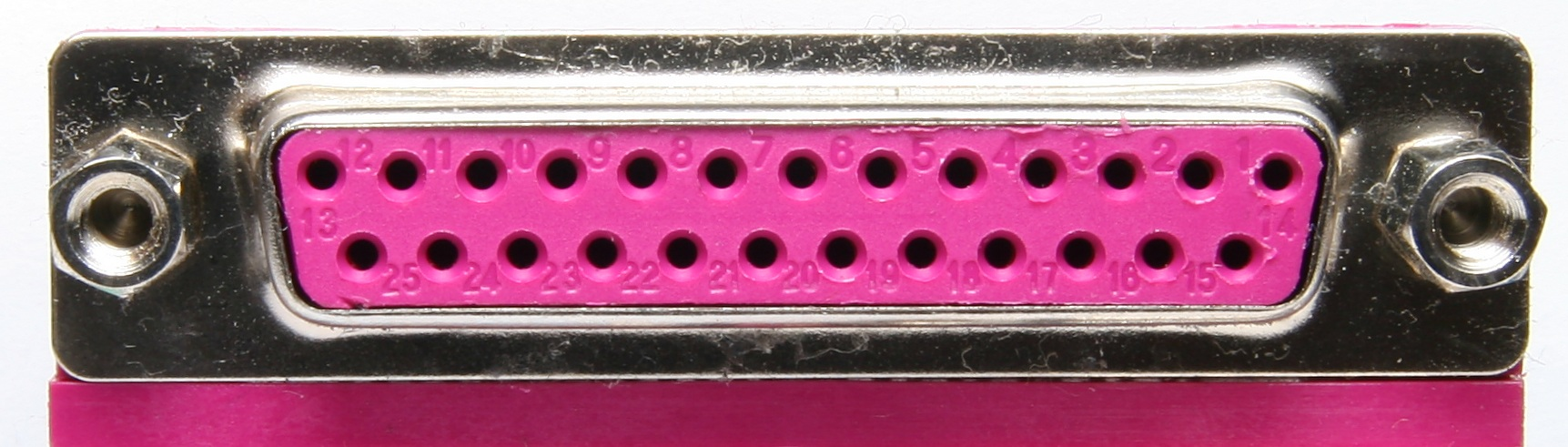
Parallele Schnittstelle einer Hauptplatine
(25-polige D-Sub-Buchse)

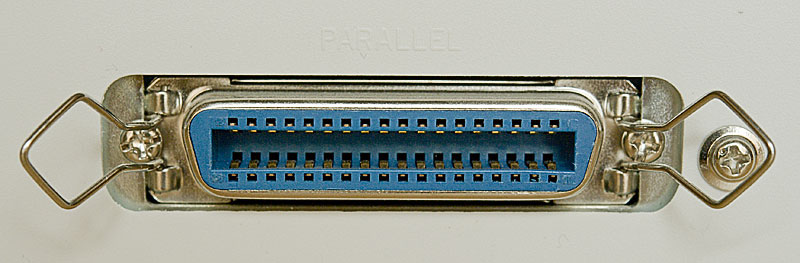
Parallele Schnittstelle an einem Peripheriegerät
(36-polige „Centronics“-Buchse)

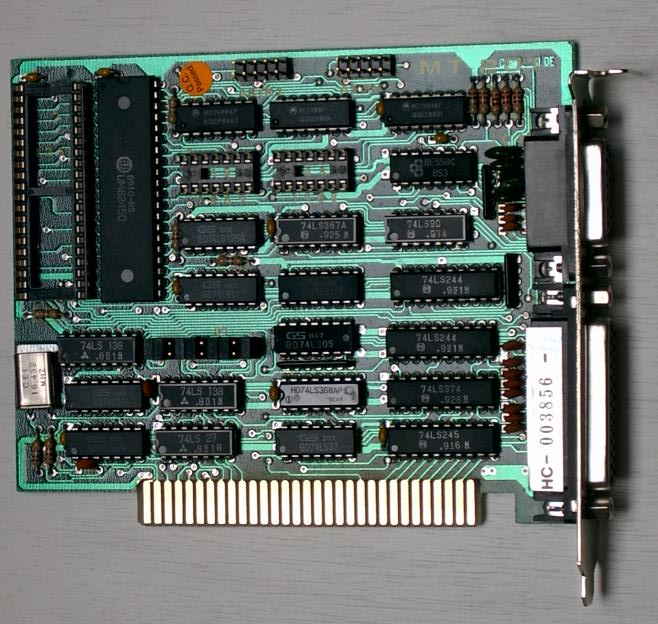
Schnittstellenkarte für den XT-Bus mit 25-poliger D-Sub-Buchse und Gameport

Als Parallele Schnittstelle wird ein digitaler Eingang oder Ausgang eines Computers oder eines Peripheriegerätes bezeichnet. Bei der Datenübertragung über eine parallele Schnittstelle werden mehrere Bits parallel übertragen, im Gegensatz zur seriellen Schnittstelle, bei der die Bits nacheinander übertragen werden.

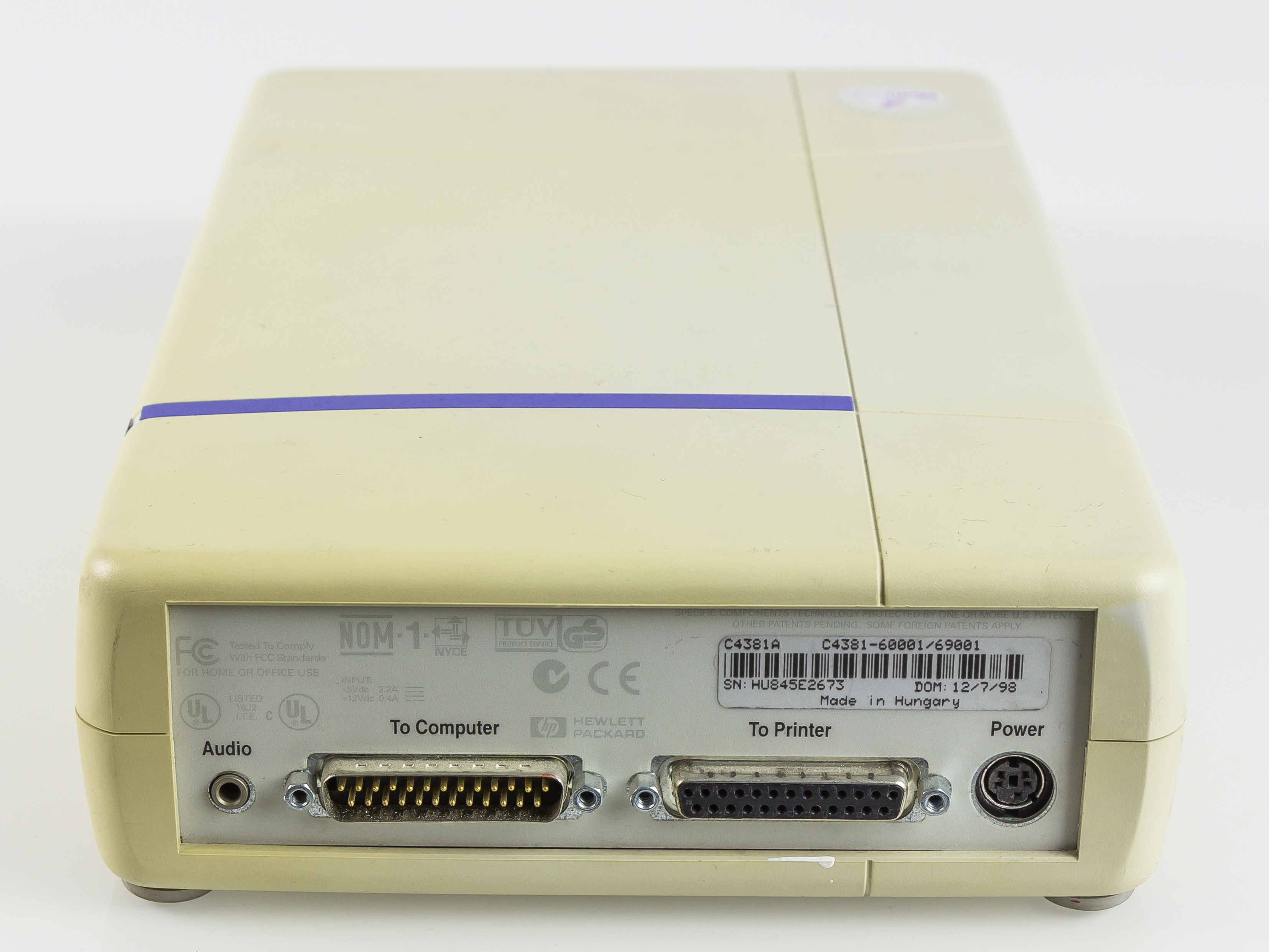
HP C4381A CD-Writer Plus 7200 Series, mit Parallelports zum Einschleifen zwischen Computer und Drucker

In Bezug auf Peripheriegeräte ist mit „parallele Schnittstelle“ heutzutage meist ein Anschluss nach IEEE 1284 gemeint, welcher nach seiner Verwendung auch als Druckerschnittstelle bzw. Druckerport (englisch line printing terminal, kurz LPT), bezeichnet wird; meist wurde dem noch die Anschlussnummer angehängt, also zum Beispiel LPT1 oder LPT2. Die LPT-Schnittstelle verfügt über 25 Pins.
Zunächst war nur unidirektionale Kommunikation mit Geräten möglich (Centronics-Schnittstelle), was die Anwendung auf Drucker beschränkte oder spezielle Treiber für einzelne Anwendungen wie z. B. Scanner erforderte. Dagegen umfasste der IEEE-1284-Standard von 1994 auch bidirektionale Datenübertragung über den Parallelport und erlaubte so z. B. den Anschluss entsprechender CD-ROM-Laufwerke und CD-Brenner, die zwischen Computer und Drucker eingeschleift wurden. Die erreichbare Datenrate liegt bei 2 MB/s pro Richtung, bei Verwendung mindestens des EPP-Modus.
Mit der Entwicklung und guten Verfügbarkeit von Geräten für den USB ab etwa 1999 (USB1.1) sowie FireWire werden parallele Schnittstellen praktisch nur noch für ältere Peripheriegeräte bzw. von älteren Rechnern verwendet und somit als veraltete Schnittstelle, engl. legacy port, geführt.

## Kontrollbausteine für parallele Schnittstellen
Das Bindeglied zwischen der anzuschließenden Peripherie und dem im Gerät verwendeten Mikroprozessor oder Mikrocontroller ist ein für diesen Verwendungszweck speziell optimierter Baustein, der zumeist als PIO (englisch: parallel input/output) oder PPI (englisch: programmable peripheral interface) bezeichnet wird. Zu seinen wichtigsten Aufgaben zählt neben der Steuerung der Datenübertragung und dem Zwischenspeichern der Daten auch häufig die Anpassung der Signalpegel. Bausteine für parallele Schnittstellen sind in vielen Formen und Varianten anzutreffen. Je nach Hersteller war das Anschlussschema der Bausteine so beschaffen, dass sie sich besonders leicht an eine bestimmte Prozessor-Familie, in der Regel die des Herstellers, zum Beispiel Zilog (Z80-PIO für die Z80-CPU) oder Intel (8255 für die 8080/8086-Familie) anschließen ließen.

## Standards auf Platinen-Ebene
Bus-Standards:
- VMEbus für Industriecomputer auf 68xxx-Basis von Motorola und Philips
- NuBus-Bussystem von Apple, NeXT und TI
- ATA-Bus PC-Bussystem auf 80xxx-Basis (Vorgänger vom PCI-Bus)
- ISA-Bus (XT- bzw. AT-Bus)
- PCI- und AGP-Bus
- Europe Card Bus und DENYS

## Kommunikation mit Kabellängen 0,1–20 m
- ATA/ATAPI für Festplatte und CD/DVD-Laufwerke
- SCSI für Festplatten, Scanner, CD/DVD-Laufwerke
- IEC-625-Bus, HP-IB oder IEEE-488 für Messgeräte, Plotter, Drucker
- IEEE 1284, EPP, ECP-Centronics-Druckerschnittstelle